# ソユーズ23号
ソユーズ23号(Soyuz 23、ロシア語: Союз 23)は、1976年に行われ、サリュート5号を目指した2度目のソビエト連邦の有人宇宙飛行である。ヴャチェスラフ・ズードフとワレーリ・ロズデストベンスキーは宇宙ステーションに到着したが、装置の故障のためにドッキングできず、ミッションは中止された 。
乗組員は地球に帰還したが、一部が凍ったテンギス湖の上に着陸した。ソビエト連邦の宇宙計画では、初の着水となった。乗組員には即座の危険はなかったとは言え、霧や悪条件のため、救出には9時間を要した。

## 乗組員
- 船長 - ヴャチェスラフ・ズードフ(1)
- フライトエンジニア - ワレーリ・ロズデストベンスキー(1)

### バックアップ
- 船長 - ヴィクトル・ゴルバトコ
- フライトエンジニア - ユーリ・グラズコフ

### リザーブ
- 船長 - アナトリー・ベレゾボイ
- フライトエンジニア - Mikhail Lisun

## ミッションハイライト
ソユーズ23号は、1976年10月14日に打ち上げられ、サリュート5号での73日から85日間のミッションとして計画されていたと推定されている。また、17日から24日間のミッションであったとも言われている。8月にソユーズ21号が突然中断してから、初めての訪問であった。しかし、10月15日、自動接近を行っている際、100m以内の距離に近づく前に自動ドッキングシステムが故障した。乗組員は手動でのドッキングの訓練も行っていたが、手動での訓練接近は行っていなかった。そのため、このミッションは中止された。
ソユーズには2日分の電力しかなかったため、電力を節約するために、無線を含むシステムは電源を切られた。この日の着陸機会は既に経過していたため、彼らはバイコヌール宇宙基地近くで次の日の着陸機会を待った。
10月16日、ソユーズ23号は地球に帰還し、現地時間の午後8時45分に着陸したが、気象条件が悪く、通常とは異なる救出となった。彼らは、凍ったテンギス湖の沖合8kmに着水した。嵐の中で、気温は-22℃であった。ソビエト連邦にとっては、初めての宇宙船の着水となった。カプセルはどのような条件でも、水の中でも着陸できる設計となっていたため、唯一の懸念はだんだん見つけにくくなるということだけだった。
パラシュートはすぐに水で一杯になり、水面の下にカプセルを引っ張り込んだ。カプセルは水で冷やされ、宇宙飛行士は圧力服を脱いで通常の飛行服を着用し、救助を待った。
しかし、カプセルのビーコンは濃い霧の中で見られず、救命用ゴムボートは氷や雪に阻まれた。水陸両用車が近くまで空輸されたが、湖の周りの湿地のせいで、カプセルには届かなかった。救助は夜明けまで中断された。乗組員は安全だったが、機体の電力は残り少なく、そのため小さな内部灯以外は全て電源が切られた。
翌朝、ヘリコプターから潜水隊員が投下され、ソユーズに浮上装置を取り付けて、乗組員は救出された。カプセルはヘリコプターで吊すには重すぎ、岸辺まで引っ張られた。救出作戦には、9時間を要した。

## パラメータ
- 質量: 6,760 kg
- 近点: 239 km
- 遠点: 269 km
- 軌道傾斜角: 51.6°
- 軌道周期: 89.5分